# Thectochlora hamata
Thectochlora hamata là một loài Hymenoptera trong họ Halictidae. Loài này được Gonçalves & Melo mô tả khoa học năm 2006.